# Effektive Klimaklassifikation

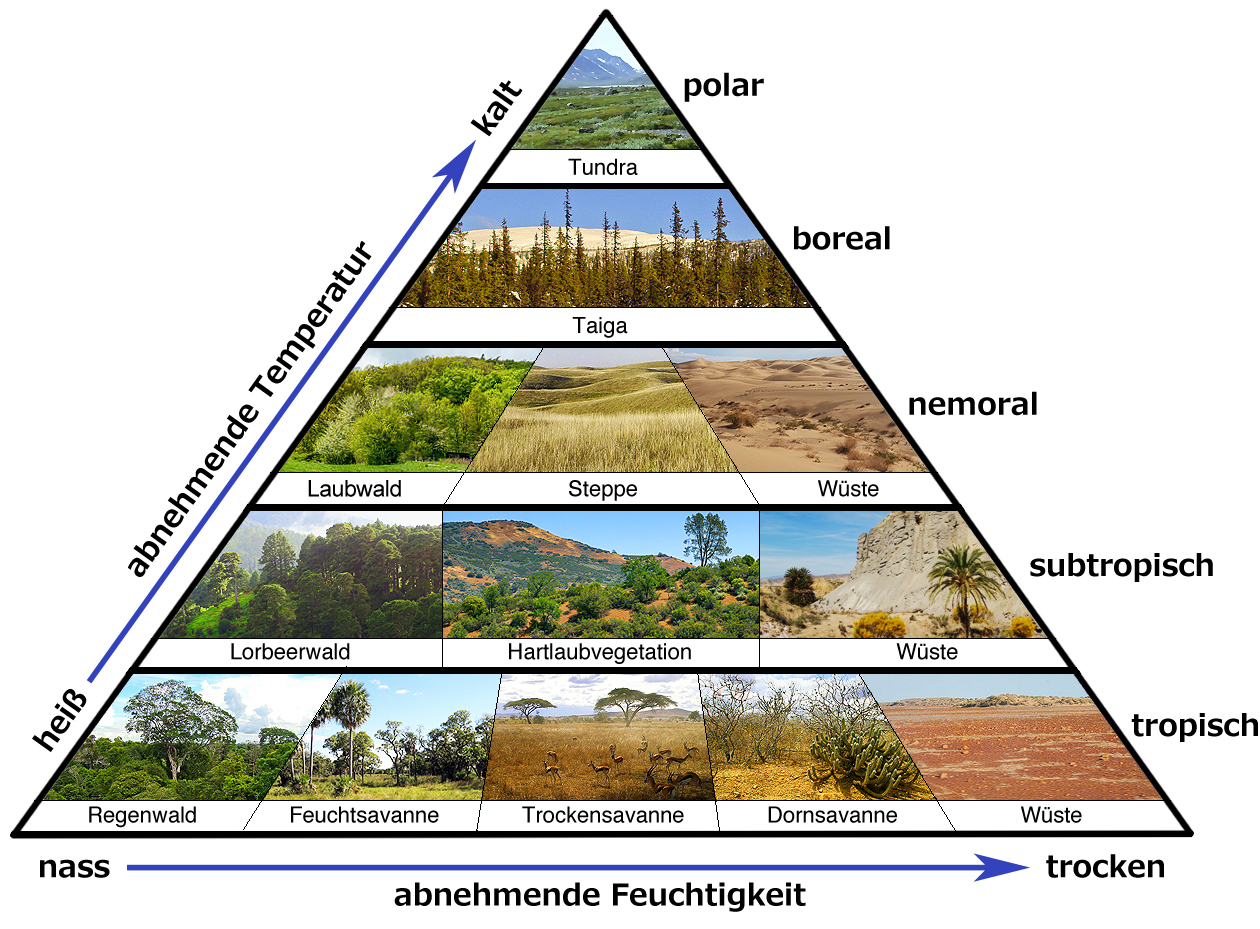
Bei der effektiven Klimaklassifikation wird in der Regel die Verteilung der großen natürlichen Vegetationsformen als Vorgabe zur Begrenzung der Klimagebiete verwendet (stark vereinfachte Darstellung).

Eine effektive Klimaklassifikation ist die Gliederung der Erde in Regionen mit vergleichbaren Klimaverhältnissen, indem lokal ermittelte Daten verschiedener Klimaelemente (vor allem langjährig gemittelte Werte für Lufttemperaturen und Niederschläge) in Bezug zu maßgeblich vom Klima beeinflussten Eigenschaften (z. B. Vegetation, Bodenbeschaffenheit, Wasserhaushalt) gesetzt werden. Somit stehen die Wirkungen (Effekte) des Klimas im Mittelpunkt und die einzelnen Klimaregionen werden quantitativ über ähnliche Muster benachbarter Stationen abgeleitet. Im Gegensatz dazu werden die einzelnen Klimaregionen für die genetische Klimaklassifikation ursächlich von den großen Klimasystemen abgeleitet. Moderne integrative Ansätze vermitteln zwischen beiden Methoden.
Um die Klimatypen genauer abgrenzen zu können, ist neben dem Thermoisoplethendiagramm nach Troll auch das System der Klimadiagramme nach Walter und Lieth zu nennen, die übersichtlich bestimmten Klimaten und lokalen Variationen zugeordnet werden können.
Aus den örtlichen Klimaprofilen und den weiteren Eigenschaften wird demnach ein charakteristisches Merkmalsprofil erarbeitet: So werden ähnliche Profile – etwa im Abgleich mit gleichartigen Vegetationsformen beziehungsweise Pflanzenformationen – zu einem Klimatyp mit genau definierten klimatischen Mittel-, Andauer-, Grenz- und Schwellenwerten von Wärme- und Niederschlagsbilanzen zusammengefasst. Sie werden dann zu größeren Räumen aggregiert, die innerhalb der definierten Parameter liegen und damit ungefähr das gleiche Klima aufweisen. Die kleinräumigen Unterschiede müssen hierbei den großen Regelhaftigkeiten der Klimate weichen, die sich aus möglichst wenigen Parametern ableiten lassen, die dennoch das Wesentliche der realen Verhältnisse abbilden.
Die so entstehenden Klimakarten aus effektiven Modellen weisen durch den Bezug zum Pflanzenkleid der Erde mehr oder weniger große Ähnlichkeiten zu den Karten der Vegetationszonen auf; Klimaklassifikationen basieren jedoch auf bestimmten Messwerten und nicht auf Beobachtungsdaten. Kommt die Kombination der verschiedenen Messwerte den tatsächlichen Wachstumsbedingungen der Vegetation nahe, ähnelt das Kartenbild der realen Vegetationsverteilung. Da aufgrund der zunehmenden Komplexität jedoch unmöglich alle Klimafaktoren berücksichtigt werden können, wird es immer mehr oder weniger große Regionen geben, die nicht die von der Klimaklassifikation ermittelte Pflanzenformation trägt.
Um die Hauptklassen genauer abgrenzen zu können und das Klima möglichst detailliert darzustellen, werden oftmals noch weitere Kriterien wie etwa Humidität/Aridität, jahreszeitliche Besonderheiten oder Gebirgsklimate in die Betrachtung einbezogen.
Da die verschiedenen Autoren effektiver Klimaklassifikationen ganz unterschiedliche Messdaten verwendet haben, kam es bei jedem neuen Modell in der Fachwelt zu heftigen Diskussionen über dessen Zuverlässigkeit und Zweckmäßigkeit.

## Klimaklassifikation nach Köppen und Geiger
Diese frühe effektive Klimaklassifikation, die heute noch die mit Abstand häufigste Verwendung findet, wurde von Wladimir Peter Köppen bis 1918 entwickelt und von Rudolf Geiger ab den 1930ern bis 1961 weitergeführt. Sie orientiert sich an der Verbreitung der Vegetationsgebiete der Erde – nach der Grundthese, dass diese durch eine simple Kombination einfacher Wärme- und Wassermangelgrenzen gegliedert werden können. Köppen verzichtet im Gegensatz zu anderen Modellen in der obersten Gliederungsebene auf die vier weltumspannenden thermischen Klimazonen (Tropen, Subtropen, Mittelbreiten und Polargebiete). Stattdessen werden fünf Klimaklassen definiert, die zum Teil bereits hygrische Klimaelemente enthalten.

### Vor- und Nachteile, Verwendung
„Wärme und Wasser sind die beiden wichtigsten Dinge, von deren Darbietung in der Umwelt das Leben der Organismen und auch die Umbildungen in der
anorganischen Natur eines Landes abhängen. Aber bei der Verwickeltheit dieser Abhängigkeit, namentlich wo es sich um lebendige Wesen handelt, darf
man nicht erwarten, mit einigen Zahlen über Lufttemperatur und Regenmenge sie ihrem Wesen nach auszudrücken.“

Köppens Ansatz ist (nach eigener Aussage) eher induktiv, da er aus der Kombination bestimmter Temperatur- und Niederschlagsdaten abstrakte Klimate ableitete. Er strebte dabei nicht nach einer möglichst großen Übereinstimmung seines Modelles mit den natürlichen Vegetationsgebieten, sondern nach der kleinstmöglichen Anzahl von Klimaparametern, um aus deren Kombination die realen Verhältnisse „im großen und ganzen richtig zu erkennen“ Auf diese Weise entstanden einige „theoretische Klimate“, die in der Natur nicht vorkommen: Köppen nahm dies für 10 Klimate an, nach modernen Berechnungen sind es maximal zwei (Csc und Dsc). Die großflächigen Klimate bilden zwar die realen Kombinationen der verwendeten Parameter ab, sie sind jedoch insbesondere in einigen Klimaten der Klimaklassen B, C und D nicht ausreichend, um eine bestimmte Vegetation vorherzusagen. So finden sich etwa tropische Trockenwälder sowohl unter Aw/As-Bedingungen als auch unter Cwa; das sogenannte Steppenklima (BS) umfasst zwar Trockensteppen, nicht jedoch die eigentlichen Grassteppen, die tatsächlich in C- und D-Klimaten zu finden sind; und im Bereich des Dfa-Klimas gedeihen Mischwälder, Laubwälder, Waldsteppen bis hin zu baumfreien Steppen: In diesen Fällen sind weitere oder andere Klimafaktoren (zum Beispiel die Vegetationsdauer, die Zahl der humiden/ariden Monate oder die jährliche Temperaturamplitude) für die Art der Pflanzenformationen entscheidender.
Die genannten Einschränkungen sind allerdings nur dann nachteilig, wenn sie nicht berücksichtigt werden und Köppen-Klimate trotzdem in ökologischen oder geobotanischen Zusammenhängen verwendet werden. In diesen Fachbereichen wird daher vorwiegend auf Troll & Paffen oder die ökophysiologische Klassifikationen von Lauer, Frankenberg und Rafiqpoor zurückgegriffen.
„Echte“ Nachteile der Köppen-Geiger-Klassifikation liegen im hohen Alter der Arbeit (die räumliche Verteilung der Pflanzenformationen – ein grundlegendes Kriterium des Modells – bezieht sich auf den Zustand von 1928) und in der Gleichsetzung von zonalen und Gebirgsklimaten, beispielsweise von tropischen Höhenklimaten mit ähnlichen Tieflandklimaten der mittleren Breiten (während etwa die kalte Periode im Jahreszeitenklima von Dortmund ein halbes Jahr dauert, gibt es zum Beispiel im Tageszeitenklima in Jimma im äthiopischen Hochland – beide werden dem Cfb-Klima zugeordnet – ganzjährig nur kalte Nächte und keinen Winter). Diese beiden Nachteile – die auch noch auf die modernen, digitalisierten Überarbeitungen zutreffen – machen das Modell für andere Naturwissenschaften ungeeignet.
Trotz der fachlichen Unzulänglichkeiten hat sich die Klimakarte von Köppen & Geiger in der Klimageographie aufgrund ihres prägnanten, logischen Aufbaus mit nur 30 Klimatypen und ihrer klaren Abgrenzung nach Schwellenwerten und Andauerzeiten der Temperatur- und Niederschläge weltweit in etlichen (etwa digitalen) Überarbeitungen und Ableitungen etabliert. Sie ist nach Siegmund„ein gutes Hilfsmittel zur groben Orientierung über die klimatischen Verhältnisse eines Raumes“. Vorteilhaft sind die Köppenklimate heute vor allem für die Sichtbarmachung von globalen Klimaveränderungen, da sich die Grenzen der Klimate aufgrund der wenigen Parameter schnell verschieben (während die reale Pflanzenwelt und andere Klimaklassifikationen wesentlich träger reagieren).

### Übersicht der Klimaschlüssel
Köppen sortierte die Klimate (Klimatypen) der Erde nach einem (kryptischen) Klimaschlüssel, der aus einer bestimmten Kombination von zwei bis drei Buchstaben besteht. Er gab zwar vielen dieser Klimate ebenfalls Namen (etwa Eichenklima, Birkenklima, Prärienklima usw.), legte jedoch Wert darauf, dies nur als „zweckdienliche Nebensache“ zu betrachten, um die Eindeutigkeit der kryptischen Bezeichnungen nicht zu gefährden; da etliche Klarnamen mit anderen Klassifikationssystemen verwechselt werden können (siehe beispielsweise Subpolares Ozeanklima Cfc).

#### Klimaklassen, Hauptklimate (Alternative)
Der erste Buchstabe gibt die Klimaklasse an, die durch unterschiedliche Temperaturgrenzwerte (für A, C, D und E) oder eine Kombination aus Temperatur und Niederschlag (für B) definiert werden.
Durch die Hinzufügung eines zweiten Buchstabens kommt Köppen auf die 11 Hauptklimate Af(Am), Aw/As, BW, BS, Cf, Cs, Cw, Df, Dw, ET und EF (heute bisweilen ergänzt um Ds als zwölften Klimatyp).
Köppen und Geiger untergliederten jedes Hauptklimat der Klimaklassen C und D nochmals, sodass hier ein dreiteiliger Klimaschlüssel entstand: Konkret ist dies eine weitere Differenzierung nach Sommerwärme und Winterkälte mit den Buchstaben a bis d. Moderne Umsetzungen (vor allem in englischsprachigen Veröffentlichungen) orientieren sich zuweilen mehr an den realen Vegetationsverhältnissen, sodass andere Kombinationen gruppiert werden, die zudem ohne die Schlüssel Csc, Cwb und Cwc auskommen, da diese rein theoretisch und in diesem Sinne nutzlos sind.
| Hauptgruppen C und D nach Köppen & Geiger | Hauptgruppen C und D nach Köppen & Geiger | Moderne Alternative (Übersetzung aus dem Englischen) | Moderne Alternative (Übersetzung aus dem Englischen) |
| ----------------------------------------- | ----------------------------------------- | ---------------------------------------------------- | ---------------------------------------------------- |
| Cf-Klimate                                | Cfa / b / c                               | Feuchte Subtropenklimate                             | Cfa / Cwa                                            |
| Cs-Klimate                                | Csa / b / c                               | Mittelmeerklimate                                    | Csa / Csb                                            |
| Cw-Klimate                                | Cwa / b / c                               | Maritime Westseitenklimate                           | Cfb / Cfc                                            |
| Df-Klimate                                | Dfa / b / c / d                           | Feuchte Kontinentalklimate                           | Dfa / Dfb / Dwa / Dwb / Dsa / Dsb                    |
| Dw-Klimate                                | Dwa / b / c / d                           | Subarktische Klimate                                 | Dfc / Dfd / Dwc / Dwd / Dsc / Dsd                    |
| Ds-Klimate                                | Dsa / b / c / d                           |                                                      |                                                      |

##### „Eis- und Trockenklimate“
Die E- und B-(Haupt)klimate bekommen einen zweiten Großbuchstaben nach ihrer Vegetation:
- Bei den Eisklimaten E abhängig von den Jahresmitteltemperaturen (F = „(Dauer)frost“, T = „Tundra“)
- Bei den Trockenklimaten B abhängig von der vorhandenen Feuchtigkeit (siehe Trockengrenze: S = „Steppe“, W = „Wüste“)

##### „Baumklimate“
Die Klimate der Klassen A, C und D bieten alle drei genügend Wärme und Feuchtigkeit für den Wuchs hochstämmiger Bäume, sodass Köppen sie auch als Baumklimate zusammenfasste.
- Sie werden durch einen zusätzlichen Kleinbuchstaben weiter untergliedert, der für die vorherrschenden Feuchteverhältnisse – in Bezug auf das Vorhandensein einer Trockenzeit – steht:  f = „feuchtes Regenklima“, s = „sommertrocken“, w = „wintertrocken“.
- A wird zudem durch m (= „Tropisches Monsunklima“ o. ä.) ergänzt

##### Klimate (Klimatypen, Unterklimate)
Obwohl Köppen weitere Buchstaben (etwa n für Nebel, nw für Winternebel oder H für Höhenklimate) sowie feinere Abstufungen durch das Anfügen eines oder mehrerer Apostrophe an den Buchstaben vorschlug (z. B. w' oder w'' für den Termin und die Dauer der winterlichen Trockenzeit), werden (trotz der eingangs genannten Nachteile) heute nur die 30 Klimate gebildet, die aus den sechs oder sieben A- und E-Hauptklimaten – mit jeweils zwei Buchstaben – und 24 (25) Klimaten der B-, C- und D-Klassen bestehen, die durch einen dritten Kleinbuchstaben (Differenzierung nach Winterkälte oder Sommerwärme) nochmals unterschieden werden:
- Zwei mögliche Buchstaben bei den beiden Trockenklimaten BS und BW (k = „(winter)kalt“, h = „heiß“)
- Drei Buchstaben bei den C- und D-Klimaten (a = „heißer Sommer“, b = „gemäßigt warmer Sommer“, c = „kühler oder kalter Sommer“)
- Ein vierter Buchstabe bei den D-Klimaten (d = „extrem kalter Winter“)

Nach diesem System ist etwa das europäische atlantische Klima vom Typ Cfb („Buchenklima“), die kontinental beeinflussten Gebiete von Mittel- und Osteuropa Dfb („Eichenklima“), die nordischen Nadelwälder werden als Dfc („Birkenklima“) typisiert und das Mittelmeerklima als Csa oder Csb (vgl. Beispiel Troll & Paffen).
(Die genauen Wertebereiche aller Klimatypen werden in der Kurzcharakteristik aller Klimate aufgeführt)

#### Trockengrenze
Wo die durchschnittliche Verdunstungsrate ebenso hoch ist wie die Summe der Niederschläge im gleichen Zeitraum, liegt die klimatische Trockengrenze, die (semi)humide von (semi)ariden Klimatypen trennt. Zur Abgrenzung der Trockenklimate (Klimaklasse B) von den Klassen A, C (und D) sowie innerhalb der B-Klasse zwischen Wüsten- und Steppenklimaten definierte Köppen verschiedene Trockengrenzen:
Liegt der Jahresniederschlag (JNS) eines Gebietes unter dem Produkt der zutreffenden Formel (wobei JMT = Jahresmitteltemperatur in °Celsius, Ergebnis = mm Niederschlag), gehört es zum jeweiligen B-Klima:
| Verteilung der Niederschläge         | BS-Klimate kein Baumwuchs mehr möglich | BW-Klimate keine vollständige Vegetationsdecke mehr möglich |
| ------------------------------------ | -------------------------------------- | ----------------------------------------------------------- |
| vorwiegend Winterregen               | JMT x 20                               | JMT x 10                                                    |
| gleichmäßige Niederschlagsverteilung | (JMT + 7) x 20                         | (JMT + 7) x 10                                              |
| vorwiegend Sommerregen               | (JMT + 14) x 20                        | (JMT + 14) x 10                                             |

Beispiele:
- Qysylorda (Kasachstan): JMT = 10,6 °C, JNS = 182 mm (vorwiegend im Winter): BS-Klima, da unter 10,6 × 20 = 212 mm, aber über 10,6 × 10 = 106 mm
- Lima (Peru): JMT = 18,2 °C, JNS = 13 mm (gleichmäßig verteilt): BW-Klima, da unter (18,2 + 14) × 10 = 322 mm

Bereits Köppen räumte ein, dass der Bezug der Formeln allein auf Jahreswerte nur eine grobe Annäherung ermöglicht, mit deren Hilfe nicht sicher vorhergesagt werden kann, welche Bedingungen man an einem Ort tatsächlich vorfindet. Etwa ein Vergleich der BS-Klimagebiete der Nordhalbkugel mit der tatsächlichen Lage der Steppen zeigt, dass die eigentlichen Grassteppen am Übergang zu den Waldgebieten der Mittelbreiten nicht von der Berechnung abgedeckt werden. Die Köppen-Grenzen liegen überwiegend im Bereich der Trocken- und Strauchsteppen. Nach Süden liegen hingegen bereits etliche Halbwüsten im BS-Klima, die man eigentlich im BW-Klima erwarten würde. Auch im Vergleich mit dem modernen UNEP-Ariditätsindex erkennt man, dass Köppens Klassifizierung zu abweichenden Einschätzungen führt: Seine Grenze zwischen semiariden und subhumiden Klimaten entspricht relativ genau dem Ariditätsindex 0,3, während die UNEP diese Grenze erst bei 0,5 zieht. Auch die ariden Gebiete wurden von Köppen enger gefasst: Sie reichen etwa bis zu einem Ariditätsindex von 0,15 statt bis 0,2 bei der UNEP. Dies führt im Kartenbild zu deutlichen Unterschieden und kann zu Verwirrungen bei den gleichlautenden Bezeichnungen führen. Außerdem hat Köppen alle ariden Räume in den borealen und polaren Zonen ignoriert.

### Weltkarte der Klimagebiete

Klimakarte der Erde nach Köppen-Geiger-Klassifikation, Bezugszeitraum: 1980–2016, Legende:

| Af Am Aw/As |  | BWh BWk BSh BSk |  | Csa Csb Csc |  | Cwa Cwb Cwc |  | Cfa Cfb Cfc |  | Dsa Dsb Dsc Dsd |  | Dwa Dwb Dwc Dwd |  | Dfa Dfb Dfc Dfd |  | ET EF |

### Kurzcharakteristik aller Klimate
Im Folgenden werden die Klimaklassen (erster Buchstabe) näher beschrieben, sowie die Grenzbedingungen aller Haupt- und Unterklimate in Kurzform. Mehr findet sich jeweils in den verlinkten Artikel zu den Hauptklimaten.
Im Sinne Köppens sei nochmals erwähnt, dass die Klarnamen Verwechslungen mit anderen Klimaklassifikationen zulassen. Auch in der aktuellen Fachliteratur werden vorrangig die kryptischen Bezeichnungen verwendet.

#### Klimaklasse A
„Tropische Regenklimate“, „Tropische Klimate“, [Tropical climates]
A = Jeder Monat eines Jahres wärmer als 18 °C.
f = Alle Monate feucht; trockenster Monat mindestens 60 mm Niederschlag:
Af-Klima – „Tropisches Regenwaldklima“
m = Kurze Trockenzeit mit geringem Einfluss; mittlere Niederschlagsmenge trockenster Monat weniger als 60 mm, aber mehr als 4 % der jährlichen Niederschlagsmenge. Regenmenge im trockensten Monat zwischen Af und Aw/As; selteneres Mischklima:
Am-Klima – „Tropisches Monsunklima“
w/s = Mindestens ein Trockenmonat mit weniger als 60 mm bzw. weniger als 4 % des Jahresniederschlages:
w = Trockenzeit im Winterhalbjahr (meistens) oder
s = im Sommerhalbjahr (selten).
Aw/As-Klimate – „Savannenklimate“

#### Klimaklasse B
„Trockenklimate“, [Dry climates]
B = Die Trockengrenze für Baumwuchs (nach Köppen) wird im Jahresmittel unterschritten
- BS-Klimate – „Steppenklimate“

S = Feuchteverhältnisse unter der Trockengrenze für Baumwuchs
- BW-Klimate – „Wüstenklimate“

W = Wüsten: Feuchteverhältnisse unter Trockengrenze für eine vollständige Vegetationsdecke
h = Ganzjährig heiß; Jahresmitteltemperatur über 18 °C:
BSh-Klima – „Heißes Steppenklima“
BWh-Klima – „Heißes Wüstenklima“
k = Jahresmitteltemperatur unter 18 °C, wärmster Monat über 18 °C:
BSk-Klima – „Kaltes Steppenklima“
BWk-Klima – „Kaltes Wüstenklima“

#### Klimaklasse C
„Warmgemäßigte Regenklimate“, „Warmgemäßigte Klimate“, „Warme Regenklimate“, Gemäßigtes Klima (nicht verwechseln mit der gemäßigten Klimazone), [Temperate climates]
C = Kältester Monat Mitteltemperatur zwischen 18 °C und −3 °C, wärmster Monat über 10 °C. Jährliche Niederschlagssumme über der Trockengrenze der B-Klasse
(In den meisten Klimaklassifikationen steht die Bezeichnung „warmgemäßigte Klimate“ ausschließlich für die Subtropen. Nach Köppens Definition liegen C-Klimate jedoch zum Teil auch in den humiden Bereichen der kühlgemäßigten Zone sowie in den Randtropen.)
- Cf-Klimate – „Feuchtgemäßigte Klimate“

f = fehlende Trockenzeit, ständig feuchtes Klima, trockenster Monat mindestens 30 mm
- Cs-Klimate – „Mittelmeerklimate“

s = Periodisch sommertrocken: Feuchtester Wintermonat mindestens 3 × soviel Niederschlag wie trockenster Sommermonat (weniger als 40 mm)
- Cw-Klimate – „Warme wintertrockene Klimate“

w = Periodisch wintertrocken: Feuchteste Sommermonat mindestens 10 × soviel Niederschlag wie trockenster Wintermonat
a = Sommer heiß und schwül, wärmster Monat über 22 °C:
Cfa-Klima – „(Subtropisches) Ostseitenklima“
Csa-Klima – „Sommerheißes Mittelmeerklima“
Cwa-Klima – „Monsunbeeinflusstes feucht subtropisches Klima“
b = Vier wärmste Monate über 10 °C, wärmster bleibt unter 22 °C-Marke, kältester Monat im Mittel über dem Gefrierpunkt:
Cfb-Klima – „(Gemäßigtes) Ozeanklima“
Csb-Klima – „Sommerwarmes Mittelmeerklima“
Cwb-Klima – „Subtropisches Hochlandklima“
c = Ein bis drei Monate über 10 °C:
Cfc-Klima – „Subpolares Ozeanklima“
Csc-Klima – „Sommerkaltes Mittelmeerklima“
Cwc-Klima – „Kaltes subtropisches Hochlandklima“

#### Klimaklasse D
„Schneewaldklimate“, „Boreale Klimate“, „Subarktische Klimate“ (nicht verwechseln mit der borealen Klimazone), „Schneeklimate“ (nach Geiger, nach Köppen jedoch für die Klimaklasse E), „Winterkalte Regenklimate“, [Continental climates]
D = Kältester Monat hat eine Temperatur unter 0 °C bzw. −3 °C (je nachdem, welche Isotherme benutzt wird), wärmster Monat über 10 °C
Diese Klimate gibt es – von kleinen Gebieten auf der Südostseite der Neuseeländischen Alpen und in den Südanden abgesehen – nur auf der Nordhalbkugel.
- Df-Klimate – „Winterfeuchtkalte Klimate“

f = fehlende Trockenzeit, ständig feuchtes Klima, trockenster Monat mindestens 30 mm
- Ds-Klimate – „Sommertrockenkalte Klimate“

s = Periodisch sommertrocken: Feuchtester Wintermonat mindestens 3 × soviel Niederschlag wie trockenster Sommermonat (weniger als 40 mm)
- Dw-Klimate – „Wintertrockenkalte Klimate“

w = Periodisch wintertrocken: Feuchtester Sommermonat mindestens 10 × soviel Niederschlag wie trockenster Wintermonat
a = Sommer heiß und schwül, wärmster Monat über 22 °C:
Dfa-Klima – „Sommerheißes feuchtes Kontinentalklima“
Dsa-Klima – „Sommerheißes trockenes Kontinentalklima“
Dwa-Klima – „Sommerheißes monsunbeeinflusstes feuchtes Kontinentalklima“
b = Vier wärmste Monate über 10 °C, wärmster bleibt unter 22 °C-Marke, kältester Monat im Mittel unter dem Gefrierpunkt:
Dfb-Klima – „Sommerwarmes feuchtes Kontinentalklima“
Dsb-Klima – „Sommerwarmes trockenes Kontinentalklima“
Dwb-Klima – „Sommerwarmes monsunbeeinflusstes feuchtes Kontinentalklima“
c = Ein bis drei Monate über 10 °C, kältester Monat über −38 °C:
Dfc-Klima – „Subarktisches Klima“
Dsc-Klima – „Sommertrockenes subarktisches Klima“
Dwc-Klima – „Monsunbeeinflusstes subarktisches Klima“
d Ein bis drei Monate über 10 °C, kältester Monat unter −38 °C:
Dfd-Klima – „Extrem kaltes subarktisches Klima“
Dsd-Klima – „Mediterran beeinflusstes extrem kaltes subarktisches Klima“
Dwd-Klima – „Monsunbeeinflusstes extrem kaltes subarktisches Klima“

#### Klimaklasse E
„Eisklimate“, „Schneeklimate“ (nach Köppen, nach Geiger jedoch für die Klimaklasse D), Schnee-Eis-Klimate, [Polar Climates]
Kalte Klimate jenseits der Baumgrenze (polare, wie auch alpine), mit häufig vorkommenden Dauerfrostböden.
E = Wärmster Monat kälter als 10 °C.
T = Mindestens ein Monat über 0 °C:
ET-Klima – „Tundrenklima“
F = Jeder Monat unter 0 °C:
EF-Klima – „Eisklima“

### Karten der Köppen-Geiger Klimaklassifikation
Die weiter oben abgebildete Weltkarte basiert auf hochauflösenden Daten (1 km), die 2018 erstmals veröffentlicht wurde. Die Originalkarte ist aus einem Ensemble von vier topographisch korrigierten Klimakarten entstanden. Die gleichen Autoren fertigten zudem eine Prognosekarte für den Zeitraum 2071–2100 unter den Bedingungen der globalen Erwärmung nach 32 Klimamodellprojektionen des „Weiter-so-wie-bisher“-Szenarios RCP8.5 an.

## Klimaklassifikation nach Troll und Paffen
Ein anderes Schema verwendet die jüngere Gemeinschaftsarbeit von Carl Troll und Karlheinz Paffen, die als „Karte der Jahreszeitenklimate“ 1964 erstmals veröffentlicht wurde.
Dieses System wird als Grundlage für zahlreiche geographische Fragestellungen herangezogen und ist insbesondere in der Ökologie (so etwa die Ökozonen nach Schultz) und deren Anwendung in Land- und Forstwirtschaft verbreitet, da sie nach Siegmund auf einer „differenzierten Darstellung des jahreszeitlichen Wechsels der klimatischen Verhältnisse auf der Erde“ beruht.
Die sehr detaillierte Klassifikation bezieht sich primär auf der Vegetationsgliederung der Erde (Vegetationszonen und Wuchsgebiete, Phänologie usw.), die als Ergebnis der Wechselwirkungen der drei klimatischen Hauptelemente Beleuchtung, Temperatur und Niederschlag im Verlauf der Jahreszeiten betrachtet wird. Die Karte kommt der Abbildung der realen Vegetationsgebiete deutlich näher als die Arbeit von Köppen & Geiger.
Da bei Troll & Paffen nicht die mathematisch-statistisch exakte Abgrenzung einzelner Klimate im Vordergrund steht, sondern die Wechselwirkungen der verschiedenen Faktoren bewusst berücksichtigt werden, kommt es bei der Definition einzelner Klimatypen zu Überschneidungen der Grenz- und Schwellenwerte. Dies erschwert die Vergleichbarkeit mit anderen Modellen, die Verwendung als „Vorhersagekarte“ für Klimaveränderungen oder für den Schulunterricht.

### Übersicht
Das erste Unterscheidungskriterium sind fünf (größtenteils weltumspannende) Zonen, die ausschließlich durch thermische Andauer- und Schwellenwerte – indirekt über die zugeordneten Klimatypen und ihre Vegetation (hier vor allem Gehölze) – definiert werden:
I. Polare und subpolare Zonen
II. Kaltgemäßigte, boreale Zonen
III. Kühlgemäßigte Zonen
IV. Warmgemäßigte Zonen
V. Tropenzone
Für die weitere Untergliederung der Zonen werden die Mitteltemperaturen des wärmsten (W) und des kältesten Monats (K), die Jahresamplitude der Temperatur (A – Unterschied zwischen der höchsten und niedrigsten Durchschnittstemperatur), die Vegetationsdauer (V) sowie die Anzahl der humiden Monate (h – Niederschlag/Feuchteangebot) verwendet. Auf diese Weise werden die Klimazonen in insgesamt 35 verschiedene Klimatypen und -varietäten untergliedert.
Die Lage von extrazonalen Höhenklimaten, die deutlich von den Jahreszeitenklimaten der Umgebung abweichen, wird mit schwarzen Balken dargestellt, jedoch ohne nähere Beschreibung.

Nach Troll & Paffen (vgl. Beispiel Köppen & Geiger) gehört das europäische atlantische Klima zum Typ III.2 (Ozeanisches Waldklima der kühlgemäßigten Zone), Mitteleuropa – im Norden über Südschweden bis zur norwegischen Küste am Polarkreis und im Süden einschließlich Nordmazedonien und Bulgarien – zu III.3 (Kühlgemäßigte Subozeanische Waldklimate), während Osteuropa als III.4 (Kühlgemäßigte Subkontinentale Waldklimate) klassifiziert wird. Die nordischen Nadelwälder werden als II.2 (Kontinentale Borealklimate der kaltgemäßigten Zone) typisiert und das Mittelmeerklima einheitlich als IV.1 (Winterfeucht-sommertrockene Mediterranklimate der warmgemäßigten Subtropenzone).
Nach Trolls Klassifikation muss beispielsweise das ozeanische Borealklima (II.1, z. B. auf den Lofoten) eine Vegetationsdauer von 120 bis 180 Tagen aufweisen, die Mitteltemperatur des wärmsten Monats muss zwischen +10 und +15 Grad Celsius und die Mitteltemperatur des kältesten Monats zwischen +2 und −3 Grad Celsius liegen, sodass ozeanisch feuchte Nadelwälder wachsen können; während etwa Winterkalte Feuchtsteppenklimate (III.9a, z. B. Zentral-Anatolien) nur durch die beiden Wertebereiche K (Mitteltemperatur des kältesten Monats) unter 0 Grad Celsius und h (Anzahl der humiden Monate) 6 und mehr sowie eine kraut- und staudenreiche Hochgrassteppen-Vegetation bestimmt werden.
Die sehr detaillierte Klassifikation bezieht sich primär auf der Vegetationsgliederung der Erde (Vegetationszonen und Wuchsgebiete, Phänologie usw.), die als Ergebnis der Wechselwirkungen der drei klimatischen Hauptelemente Beleuchtung, Temperatur und Niederschlag im Verlauf der Jahreszeiten betrachtet wird. Die Karte ist deutlich näher an den realen Verhältnissen als die Arbeit von Köppen & Geiger. Dies spiegelt sich auch in der deutlich „trägeren“ Abbildung von Verschiebungen durch den Klimawandel wider: Während die stark temperaturbasierten Grenzen bei Köppen & Geiger bereits kleine Veränderungen direkt abbilden, bleiben die Grenzverläufe bei Troll & Paffen viel länger unverändert, da sie auf der Kombination unterschiedlicher Parameter mit direktem Bezug zur Vegetation beruhen. So hat die Karte von 1964 trotz der mittlerweile veränderten Datenlage im Wesentlichen weiterhin Gültigkeit.

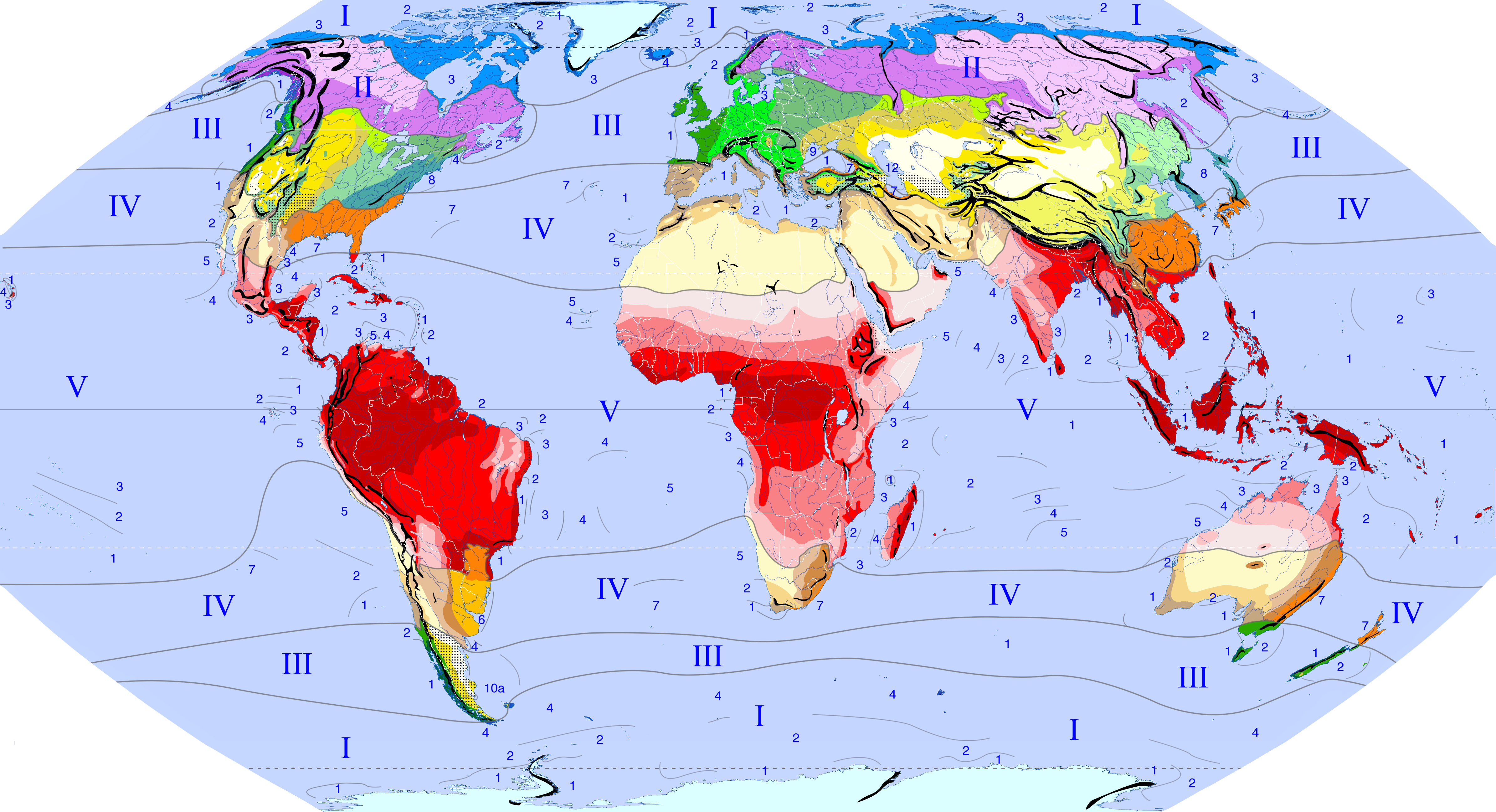
Karte der Jahreszeitenklimate nach Troll-Paffen-Klassifikation, Bezugszeitraum: Mitte 20. Jh., Legende:

| I.1 II.1 III.1 III.9/9.a IV.1 V.1 |  | I.2 II.2 III.2 III.10/10.a IV.2 V.2/2a |  | I.3 II.3 III.3 III.11 IV.3 V.3 |  | I.4 III.4 III.12/12.a IV.4 V.4/4.a |  | III.5 IV.5 V.5 |  | III.6 IV.6 |  | III.7/7.a IV.7 |  | III.8 Gebirgsklimate |  |

### Zonenklassifikation
Abkürzungen
W: Mitteltemperatur des wärmsten Monats in °C

K: Mitteltemperatur des kältesten Monats in °C

A: Jahresamplitude der Temperatur in K

V: Vegetationsdauer in Tagen

h: Zahl der humiden Monate

Hinweis zur Kartendarstellung
- Punktierte Flächen zeigen den Untertyp a eines Klimas der gleichen Farbe

#### I. Polare und subpolare Zonen
Wärmster Monat unter 10 °C, typische Gehölze: keine Bäume (subpolar z. T. Sträucher)
| Nr. | Typ                               | Wertebereiche                                             | Beschreibung                                    | Vegetation                    |
| --- | --------------------------------- | --------------------------------------------------------- | ----------------------------------------------- | ----------------------------- |
| 1.  | Hochpolare Eisklimate             | -                                                         | -                                               | Polare Eiswüste               |
| 2.  | Polare Klimate                    | W: unter +6° C                                            | geringe Sommerwärme                             | Polare Frostschuttzone        |
| 3.  | Subarktische Tundrenklimate       | W: +6 bis 10 °C K: unter −8 °C                            | milde Sommer große Winterkälte                  | Tundren                       |
| 4.  | Subpolare, hochozeanische Klimate | W: +5 bis 12 °C K: +2 bis −8 °C A: unter 13 (meist <10) K | mäßig kalte, schneearme Winter und kühle Sommer | Subpolares Grasland und Moore |

#### II. Kaltgemäßigte, boreale Zonen
4 Monate über 10 °C, mind. 6 Monate Vegetationsperiode, typische Gehölze: absolut frostharte Nadelbäume
| Nr. | Typ                            | Wertebereiche                                   | Beschreibung                                                                         | Vegetation                                                                    |
| --- | ------------------------------ | ----------------------------------------------- | ------------------------------------------------------------------------------------ | ----------------------------------------------------------------------------- |
| 1.  | Ozeanische Borealklimate       | W: +10 bis 15 °C K: +2 bis −3 °C V: 120 bis 180 | mäßig kalte, rel. schneereiche Winter Niederschlagsmax. im Winter mäßig warme Sommer | ozeanisch feuchte Nadelwälder                                                 |
| 2.  | Kontinentale Borealklimate     | W: +10 bis 20 °C A: 20 bis 40 K V: 100 bis 150  | lange, kalte, sehr schneereiche Winter kurze, rel. warme Sommer                      | kontinentale Nadelwälder                                                      |
| 3.  | Hochkontinentale Borealklimate | W: +10 bis 20 °C K: unter −25 °C A: über 40 °C  | sehr lange, extrem kalte, trockene Winter kurze, ausreichende sommerl. Erwärmung     | Dauerfrostboden mit tiefem Auftauboden hochkontinentale, trockene Nadelwälder |

#### III. Kühlgemäßigte Zonen
Kältester Monat unter 2 °C (Nordhalbkugel) bzw. unter 6 °C (Südhalbkugel), typische Gehölze: saisonal frostharte, sommergrüne (Hartholz-)Laubbäume
Waldklimate
| Nr.  | Typ                                  | Wertebereiche                                                   | Beschreibung                                                                                              | Vegetation                                                                      |
| ---- | ------------------------------------ | --------------------------------------------------------------- | --- | ------------------------------------------------------------------------------- |
| 1.   | Hochozeanische Klimate               | W: unter 15 °C K: +2 bis 10 °C A: unter 10 °C                   | sehr milde Winter mit hohem Niederschlagsmax. kühle bis mäßig warme Sommer                                | immergrüne Laub- und Mischwälder                                                |
| 2.   | Ozeanische Klimate                   | W: unter 20 °C K: über 2 °C A: unter 16 °C                      | milde Winter mäßig warme Sommer Niederschlagsmax. in Herbst u. Winter                                     | ozeanische Falllaub- und Mischwälder                                            |
| 3.   | Subozeanische Klimate                | K: +2 bis −3 °C A: 16 bis 25 K V: über 200                      | milde bis mäßig kalte Winter mäßig warme bis warme und lange Sommer Niederschlagsmax. in Herbst u. Sommer | subozeanische Falllaub- und Mischwälder                                         |
| 4.   | Subkontinentale Klimate              | W: meist unter 20 °C A: 20 bis 30 K V: 160 bis 210              | kalte Winter mäßig warme Sommer sommerl. Niederschlagsmax.                                                | kontinentale Falllaub- und Mischwälder                                          |
| 5.   | Kontinentale Klimate                 | W: 15 bis 20 °C K: −10 bis −20 °C A: 30 bis 40 K V: 150 bis 180 | winterkalt, schwach wintertrocken mäßig warme, mäßig feuchte Sommer                                       | kontinentale Falllaub- und Mischwälder sowie Waldsteppen                        |
| 6.   | Hochkontinentale Klimate             | W: über 20 °C K: −10 bis −30 °C A: meist über 40 °C             | winterkalt, wintertrocken warme, feuchte Sommer                                                           | hochkontinentale Falllaub- und Mischwälder sowie Waldsteppen                    |
| 7.   | sommerwarme, sommerfeuchte Klimate   | W: 20 bis 26 °C K: 0 bis 8 °C A: 25 bis 35 °C                   | mäßig kalte, trockene Winter                                                                              | wärmeliebende Falllaub- und Mischwälder sowie Waldsteppen                       |
|  7a. | sommerwarme, winterfeuchte Klimate   | W: 20 bis 26 °C K: +2 bis −6 °C                                 | Winterhalbjahr mild bis mäßig kalt                                                                        | mild temperierte bis winterharte, wärmeliebende Trockenwälder sowie Waldsteppen |
| 8.   | sommerwarme, ständig feuchte Klimate | W: 20 bis 26 °C K: +2 bis −6 °C A: 20 bis 30 °C                 | milde bis mäßig kalte Winter                                                                              | feuchte, wärmeliebende Falllaub- und Mischwälder                                |

Steppen- und Wüstenklimate
| Nr.   | Typ                                       | Wertebereiche                  | Beschreibung                             | Vegetation                                         |
| ----- | ----------------------------------------- | ------------------------------ | ---------------------------------------- | -------------------------------------------------- |
| 9.    | Winterkalte Feuchtsteppenklimate          | K: unter 0 °C h: 6 und mehr    | Wachstumszeit im Frühjahr und Frühsommer | kraut- und staudenreiche Hochgrassteppen           |
|  9a.  | Wintermilde Feuchtsteppenklimate          | K: über 0 °C h: 6 und mehr     | Wachstumszeit im Frühjahr und Frühsommer | kraut- und staudenreiche Hochgrassteppen           |
| 10.   | Winterkalte Trockensteppenklimate         | K: unter 0 °C h: weniger als 6 | Sommerdürre                              | Kurzgras-, Zwergstrauch- u. Dornsteppen            |
|  10a. | Wintermilde Trockensteppenklimate         | K: unter 0 °C h: weniger als 6 | Sommerdürre                              | Kurzgras-, Zwergstrauch- u. Dornsteppen            |
| 11.   | Winterkalte, sommerfeuchte Steppenklimate | K: unter 0 °C                  | wintertrocken                            | zentral- u. ostasiat. Gras- u. Zwergstrauchsteppen |
| 12.   | Winterkalte Halbwüsten- u. Wüstenklimate  | K: unter 0 °C                  | -                                        | winterkalte Halb- und Vollwüsten                   |
|  12a. | Wintermilde Halbwüsten- u. Wüstenklimate  | K: 6 bis 0 °C                  | -                                        | wintermilde Halb- und Vollwüsten                   |

#### IV. Warmgemäßigte Zonen
Jahresmitteltemperatur unter 18,3 °C, typische Gehölze: frosttolerante, immergrüne Laub- oder Hartlaubgehölze
| Nr. | Typ                                           | Wertebereiche       | Beschreibung                                                           | Vegetation                                                             |
| --- | --------------------------------------------- | ------------------- | ---------------------------------------------------------------------- | ---------------------------------------------------------------------- |
| 1.  | Winterfeucht-sommertrockene Mediterranklimate | h: meist mehr als 5 | -                                                                      | subtropische Hartlaub- und Nadelgehölze                                |
| 2.  | Winterfeucht-sommerdürre Steppenklimate       | h: meist unter 5    | -                                                                      | subtropische Gras- und Strauchsteppen                                  |
| 3.  | Kurz sommerfeuchte Steppenklimate             | h: unter 5          | -                                                                      | subtropische Dorn- und Sukkulentensteppen                              |
| 4.  | Lang sommerfeuchte wintertrockene Klimate     | h: meist 6 bis 9    | -                                                                      | subtropische Kurzgrassteppen hartlaubige Monsunwälder- und Waldsteppen |
| 5.  | Halbwüsten und Wüstenklimate                  | h: meist unter 2    | ohne strenge Winter meist mit kurzandauernden Frösten oder Nachfrösten | subtropische Halbwüsten und Vollwüsten                                 |
| 6.  | Ständig feuchte Graslandklimate               | h: 10 bis 12        | Südhalbkugel                                                           | subtropische Grasfluren                                                |
| 7.  | Ständig feuchte sommerheiße Klimate           | -                   | sommerliches Niederschlagsmaximum                                      | subtropische Feuchtwälder (Lorbeer- und Nadelgehölze)                  |

#### V. Tropenzone
Jahresmitteltemperatur über 18,3 °C, frostfrei (Tiefland), typische Gehölze: frostempfindliche, immergrüne oder trockenkahle Laubbäume
| Nr.  | Typ                                     | Wertebereiche | Beschreibung                                | Vegetation                                                              |
| ---- | --------------------------------------- | ------------- | ------------------------------------------- | ----------------------------------------------------------------------- |
| 1.   | Tropische Regenklimate                  | h: 12 bis 9.5 | Regenzeit mit oder ohne kurze Unterbrechung | immergrüne tropische Regenwälder und halb- laubwerfende Übergangswälder |
| 2.   | Tropisch-sommerhumide Feuchtklimate     | h: 9.5 bis 7  | -                                           | regengrüne Feuchtwälder und feuchte Grassavannen                        |
|  2a. | Tropisch-winterhumide Feuchtklimate     | h: 9.5 bis 7  | -                                           | halb laubwerfende Übergangswälder                                       |
| 3.   | Wechselfeuchte Tropenklimate            | h: 7 bis 4.5  | -                                           | regengrüne Trockenwälder und Trockensavannen                            |
| 4.   | Tropische Trockenklimate                | h: 4.5 bis 2  | -                                           | tropische Dorn-/Sukkulentenwälder und -Savannen                         |
|  4a. | Tropische Trockenklimate                | -             | humide Monate im Winter                     | -                                                                       |
| 5.   | Tropische Halbwüsten- und Wüstenklimate | h: unter 2    | -                                           | tropische Halb- und -Vollwüsten                                         |

## Klimaklassifikation nach Trewartha
| Ar Aw |  | BW BS |  | Cf Cs |  | Do Dc |  | E |  | FT Fi |  |

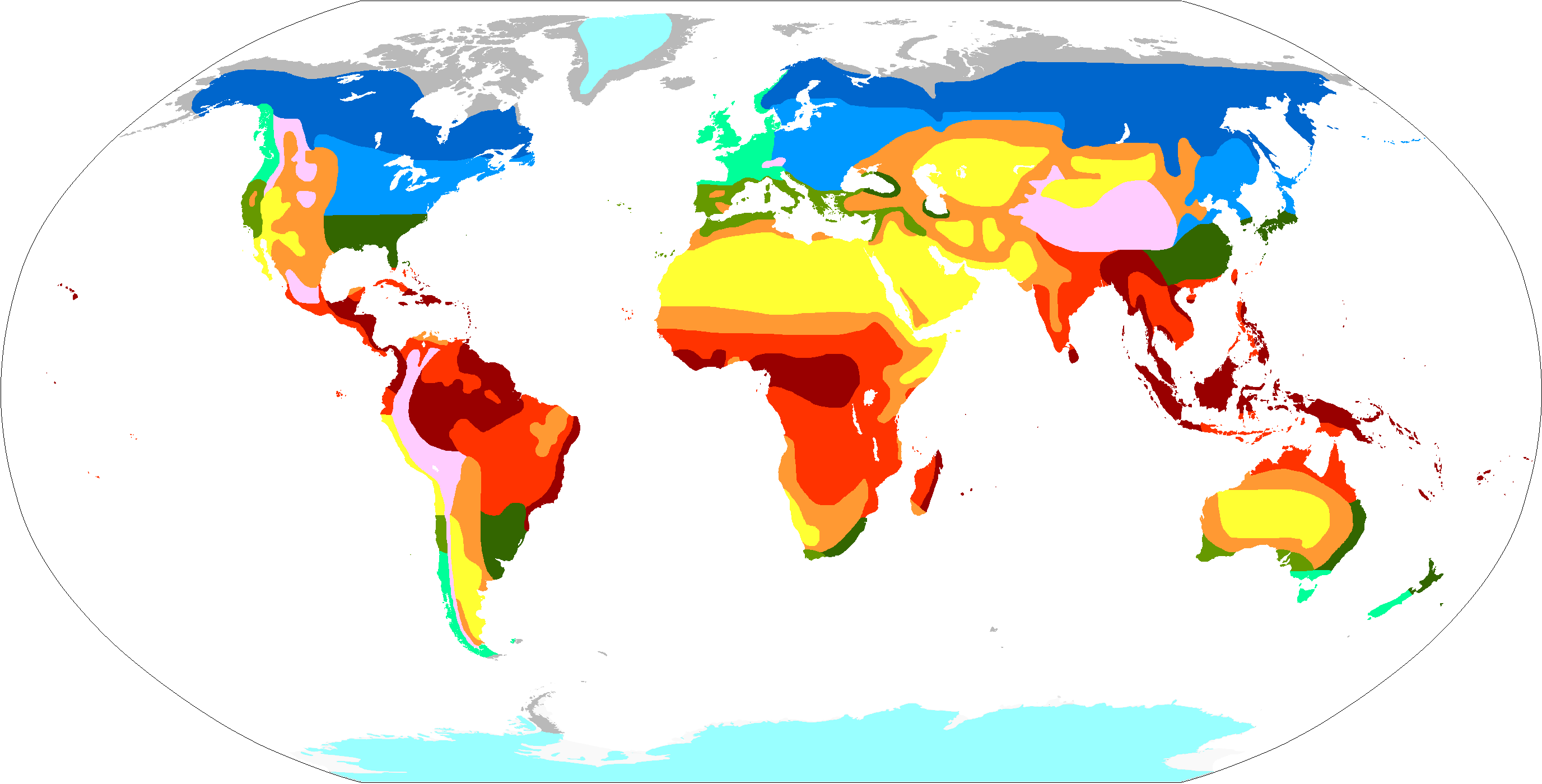
Weltkarte der Klimate nach Trewartha-Klassifikation, Bezugszeitraum: Mitte 20. Jh., Legende:

Die Trewartha-Klimaklassifikation (auch Köppen-Trewartha-Klimaklassifikation) wurde erstmals 1966 von dem amerikanischen Geographen Glenn Thomas Trewartha veröffentlicht. Es handelt sich um eine modifizierte Version des Köppen-Geiger-Systems und wurde geschaffen, um einige seiner Unzulänglichkeiten zu beheben. Trewartha hat versucht, die mittleren Breiten neu zu definieren, um der Vegetationszonierung und genetischen Modellen näherzukommen. Es wird in Nordamerika neben Köppen-Geiger häufig verwendet.
Die Anpassungen der Trewartha-Klassifikation verbesserten vor allem das Bild für die großen Landmassen Asiens und Nordamerikas, wo viele Regionen im Köppen-Geiger-System in eine einzige Gruppe (C) fallen.

### Übersicht
Trewartha definierte insgesamt 13 unterschiedliche Klimate (s. Karte):

### Klimate im Einzelnen

#### A: Tropische Klimate
Dieser Klimatyp ist in den niederen Breiten beiderseits des Äquators in einem unregelmäßigen Gürtel von 20° bis 40° Breite zu finden. In dieser Klimagruppe gibt es keine Wintersaison. Die Temperatur ist das ganze Jahr über gleichmäßig hoch, und die jährliche Niederschlagsmenge ist ausreichend für die Vegetation. In den Meeresgebieten liegt die Durchschnittstemperatur im kältesten Monat bei 18 bis 20 °C.
Diese Klimagruppe wird in zwei Klimatypen unterteilt:
Ar: Tropical Wet (Tropisches Feuchtklima)
Dieser Klimatyp ist durch weniger als zwei trockene Monate gekennzeichnet. Das Klima steht unter dem Einfluss der intertropischen Konvergenzzone und der äquatorialen Westwinde. Der Gürtel zeichnet sich durch konstanten Tiefdruck aus und ist mit tropischem Regenwald bewachsen.
Aw: Tropical Wet-And-Dry (Tropisches Feucht-Trocken-Klima)
Gewöhnlich 2 trockene Monate zur Zeit des tiefsten Sonnenstandes. Die Klimaregionen werden von den trockenen Passatwinden oder subtropischen Antizyklonen beherrscht. Während der Zeit hoher Sonnenstände bestimmen die äquatorialen Westwinde und die intertropische Konvergenz das Wetter. Die Dauer der Trockenzeit ist in der Regel länger als die der Regenzeit. Die Temperatur bleibt bei diesem Klimatyp gleichmäßig hoch.

#### B: Trockenklimate
Die Grenzen dieser Klimagruppe werden durch die Niederschlagswerte festgelegt (sodass sie die Grenzen der Mittelbreiten, Subtropen und Tropen überschreiten). Kennzeichnend für ein trockenes Klima ist, dass der Feuchtigkeitsverlust durch Evapotranspiration weit über der jährlichen Niederschlagssumme liegt. Aufgrund des klaren und ruhigen Wetters und der trockenen Atmosphäre sind die Trockenklimate für ihre Breitengrade recht streng mit großen jährlichen Temperaturschwankungen. Die Niederschläge sind in dieser Klimagruppe vergleichsweise sehr gering. Relative Luftfeuchtigkeit, hohe potenzielle Verdunstung, viel Sonnenschein und geringe Bewölkung sind einige der gemeinsamen Merkmale der Gruppe B.
(Die klimazonale Unterteilung ist nicht in der Karte eingezeichnet)
BW: Desert or Arid (Arides oder wüstenartiges Klima)
- (a) BWh: tropisch-subtropische heiße Wüsten
- (b) BWK: gemäßigte oder boreale kalte Wüsten

Die BWh- und BWK-Klimata sind konstant trocken und stehen unter dem Einfluss subtropischer Hoch- und Trockenzeiten. Das BWh-Klima dauert 8 Monate oder länger mit einer Durchschnittstemperatur über 10 °C, während das BWK-Klima weniger als 8 Monate mit einer Durchschnittstemperatur über 10 °C dauert.
BS: Steppe or Semiarid (Halbtrockenes oder steppen- (savannen-)artiges Klima)
- (c) BSh: tropische Savanne oder subtropische Steppe
- (d) BSk: gemäßigte oder boreale kalte Steppe

Das BSh-Klima ist durch eine kurze feuchte Jahreszeit gekennzeichnet und wird stark von subtropischen Hoch- und Trockenzeiten beeinflusst. Der Klimatyp BSK erhält den größten Teil seiner jährlichen Niederschläge während der wärmeren Jahreszeit.

#### C: Subtropische Klimate
Diese Kategorie umfasst das subtropische Klima mit Temperaturen über 10 °C während acht oder mehr Monaten. In den kontinentalen Teilen treten gelegentlich Fröste auf, aber die marinen Gebiete bleiben frostfrei.
Auf der Grundlage der jahreszeitlichen Verteilung der Niederschläge wird das subtropische Klima in zwei Klimatypen eingeteilt:
Cf: Subtropical Humid (Subtropisch feuchtes Klima)
Dieser Klimatyp ist an der Ostseite der Kontinente zu finden. Es hat keine ausgeprägte Trockenzeit und es regnet das ganze Jahr über. Während des Sommers steht dieser Klimatyp unter dem Einfluss instabiler Luft am westlichen Ende eines subtropischen Antizyklons. Im Winter hingegen wird das Klima von gemäßigten Zyklonen beeinflusst.
Cs: Subtropical Dry Summer (Subtropisch trockenes Sommerklima)
Es ist durch mäßige bis spärliche Niederschläge gekennzeichnet. Der Winter ist die Regenzeit, während die Sommer fast oder ganz trocken sind. Dieser Klimatyp stellt eine Übergangszone zwischen den tropisch-subtropischen Trockenklimaten und den gemäßigten Klimazonen dar. Die durchschnittliche jährliche Niederschlagsmenge beträgt weniger als 890 mm.

#### D: Gemäßigte Klimate
Diese Gruppe umfasst die gemäßigten Klimazonen. Die Klimagruppe ist auch als mikrothermaler Klimatyp bekannt. Die Durchschnittstemperatur liegt 4 bis 8 Monate lang bei 10 °C. Dieser Klimatyp ist in den mittleren Breitengraden zwischen dem subtropischen und dem borealen Klima zu finden.
Die beiden Klimatypen, die zur gemäßigten Gruppe der feuchten Klimate gehören, sind:
Do: Temperate Oceanic (Gemäßigtes Meeresklima)
Mit milden Wintern liegt die Durchschnittstemperatur für alle 12 Monate bei 0 °C oder darüber. Es handelt sich um ein feuchtes Klima mit ausreichenden Niederschlägen zu allen Jahreszeiten, das auf der westlichen Windseite der Kontinente in der gemäßigten Zone zu finden ist.
Dc: Temperate Continental (Gemäßigtes Kontinentalklima)
Es ist im kontinentalen Inneren der Kontinente der mittleren Breitengrade zu finden. Das Klima ist im Wesentlichen kontinental durch kalte Winter und heiße Sommer gekennzeichnet. Die jährlichen Temperaturschwankungen sind daher in diesem Klima sehr hoch. Kältewellen, Hitzewellen, Schneestürme und heftige Regenfälle gehören zu den jährlichen Ereignissen in dieser Klimakategorie. Die Niederschläge treten das ganze Jahr über auf, wobei sie im Sommer am stärksten sind.

#### E: Subarktische oder boreale Klimate
Diese Gruppe bestimmt die höheren mittleren Breiten; ausschließlich in der nördlichen Hemisphäre. Hier sind die Sommer kurz und vergleichsweise kühl. Die Winter sind jedoch lang und sehr kalt mit einer sehr kurzen frostfreien Zeit. Die Durchschnittstemperatur liegt ein bis drei Monate im Jahr um die 10 °C. Die restliche Zeit des Jahres liegt die Durchschnittstemperatur unter 10 °C. In dieser Region liegen die Gebiete mit den niedrigsten Jahresmitteltemperaturen auf der Erde. Obwohl die borealen Klimazonen als feucht eingestuft werden, ist der jährliche Niederschlag vergleichsweise gering. Niederschläge fallen das ganze Jahr über, vor allem in den wärmeren Monaten, wenn die Wasserdampfmenge in der Luft am höchsten ist. Aufgrund der Strenge des Klimas ist die Zone dünn besiedelt.
E: Boreal (Boreales Klima)

#### F: Polares Klima
Diese Gruppe umfasst das polare Klima in den hohen Breitengraden. Die Durchschnittstemperatur in diesem Klimatyp übersteigt selten -10 °C. Es gibt keine warme Sommerzeit.
Die polaren Klimate werden in die folgenden zwei Klimatypen eingeteilt:
Ft: Tundra (Tundrenklima)
Kommt praktisch nur auf der Nordhalbkugel vor, wo es die Küsten des Arktischen Ozeans, viele arktische Inseln und die eisfreien Küsten von Nord-Island und Süd-Grönland einnimmt. Auf der Südhalbkugel gibt es kein Tundrenklima, da es dort keine ausgedehnten Landgebiete gibt. Die Tundra-Region, die im Wesentlichen aus Gräsern, Moosen und Flechten besteht, ist durch das Fehlen von Bäumen gekennzeichnet. Die Durchschnittstemperatur des wärmsten Monats liegt zwischen 0 und 10 °C.
Fi: Ice Cap (Eiskappenklima)
Die Durchschnittstemperatur liegt ganzjährig unter dem Gefrierpunkt. Es gibt keine Vegetation. Das Land ist ständig mit Eis und Schnee bedeckt. Das Klima ist ausschließlich auf die Eiskappen von Grönland und der Antarktis beschränkt.

#### H: Hochlandklimate
Hier spielt die Höhenlage für die Klimaklassifizierung eine Rolle. Die Temperatur nimmt unter normalen Bedingungen mit der Höhe ab, wobei die Gipfelregion eines Gebirges immer kühler ist als seine Basis. An windzugewandten Hängen steigt die einströmende Luft nach oben, was zu Kondensation, Wolkenbildung und Niederschlag führt. Die Leehänge sind durch absteigende Luft gekennzeichnet, die sich erwärmt und wenig Niederschlag erzeugt.
Trewartha hat diese Klimate nicht weiter untergliedert, bemerkt aber, dass es in jeder Hochlandregion verschiedene Arten von Lokalklimaten gibt.
H: Highland (Hochlandklima)

## USDA-Winterhärte-Zonen
Das amerikanische Landwirtschaftsministerium (US Department of Agriculture, USDA) entwickelte eine Klimaklassifikation, die USDA Plant Hardiness Zones (‚Winterhärte-Zonen‘), die Gebiete nur anhand der durchschnittlichen kältesten Jahrestemperatur klassifiziert. Sie ist mit 11 Zonen und etlichen Unterzonen recht fein eingeteilt und dient primär dazu, die nördliche Verbreitungsgrenze von Pflanzen festzustellen.